# Iron
Iron es una comuna francesa situada en el departamento de Aisne, de la región de Alta Francia.

## Geografía
Está ubicada a 22 km al noroeste de Vervins.

## Demografía
| 332 | 300 | 276 | 287 | 284 | 225 | 220 | 244 |
| Para los censos de 1962 a 1999 la población legal corresponde a la población sin duplicidades (Fuente: INSEE [Consultar]) |     |     |     |     |     |     |     |